# 阿拉季普
阿拉季普（希臘語：Αραδίππου）是塞浦路斯拉納卡區的市镇，位於該國東南部，面積42平方公里，成立於1986年，海拔高度約50米，該鎮在1974年因難民湧入而人口激增，2001年人口11,448。